# 土師阿多勝
土師 阿多勝 （はじの あだかつ、生没年不詳）は、古墳時代の豪族。父は土師氏の祖であり、相撲の神である野見宿禰。